# Opel Agila
L'Opel Agila est une petite citadine du constructeur automobile allemand Opel. Fabriquée de 2000 à 2015, elle repose sur une base Suzuki au profit de la filiale européenne de General Motors (GM).
La première génération est une Suzuki Wagon R+ rebadgée, la seconde est un clone de la Suzuki Splash.

## Première génération (2000 - 2008)
La première génération est un clone du la Suzuki Wagon R+. Commercialisée en France en mai 2000, elle est restylée et équipée d'un moteur diesel 1.3 CDTi 70 ch en septembre 2003. L'Agila est produite à l'usine de Suzuki à Esztergom, en Hongrie jusqu'en 2004, avant d'être produite à l'usine Opel de Gliwice, en Pologne à partir de janvier 2005.
Alors que de nombreuses citadines comme la Ford Ka, Volkswagen Lupo, Fiat Seicento et Renault Twingo étaient disponibles en 3 portes, l'Agila est uniquement proposée en 5 portes. Elle se distingue également du reste du segment par sa physionomie, très haute.
Le design intérieur a été conçu par la styliste espagnole Laura Sonigo[réf. nécessaire], officiant à l'origine chez Seat.

### Finitions
4 niveaux de finition sont disponibles en France mi-2005 :
- Essentia
- Enjoy
- Fashion
- Cosmos Pack (sellerie tissu et cuir, vitres arrière fumées, jantes alu)

### Galerie

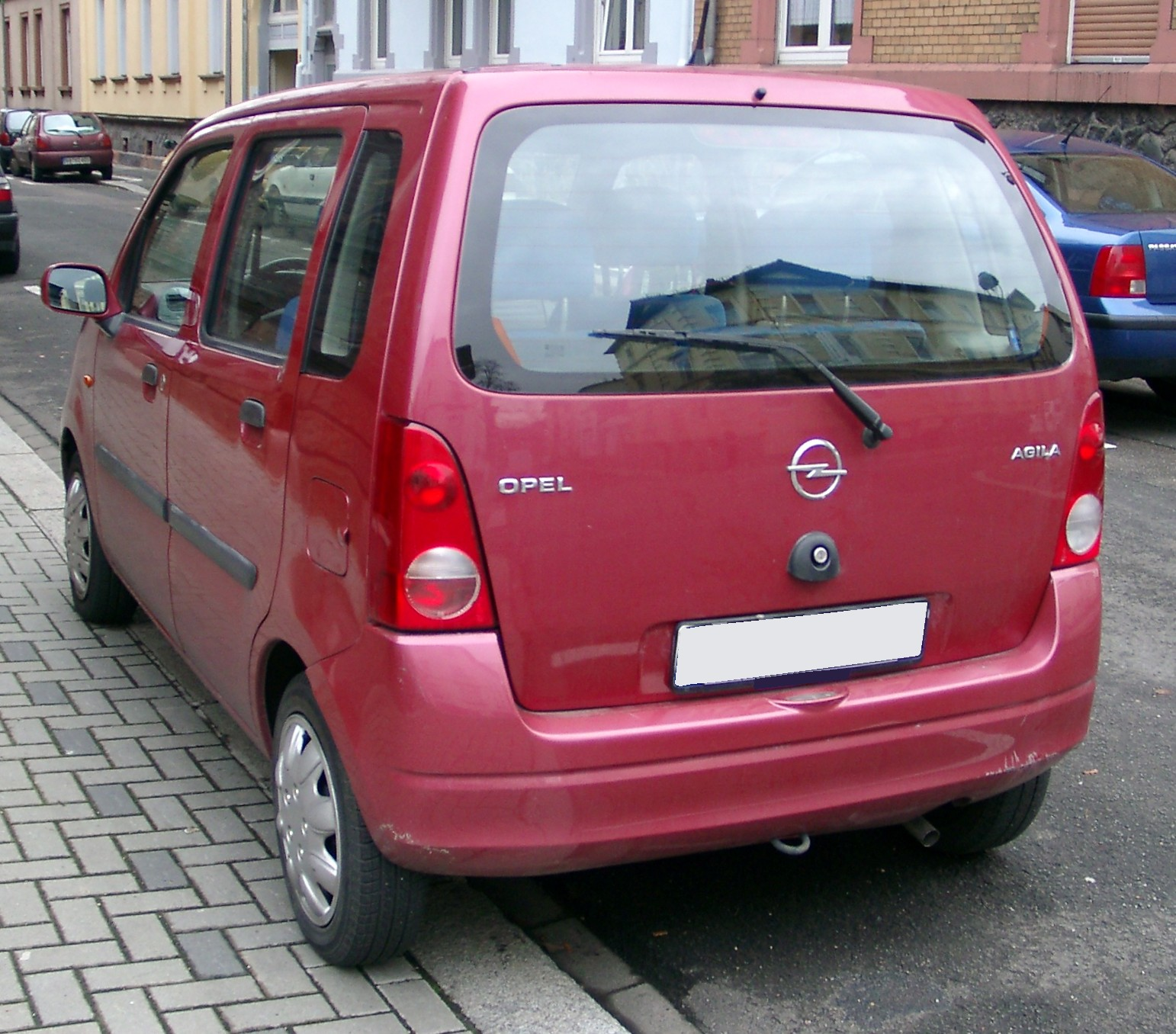
Opel Agila I phase 1
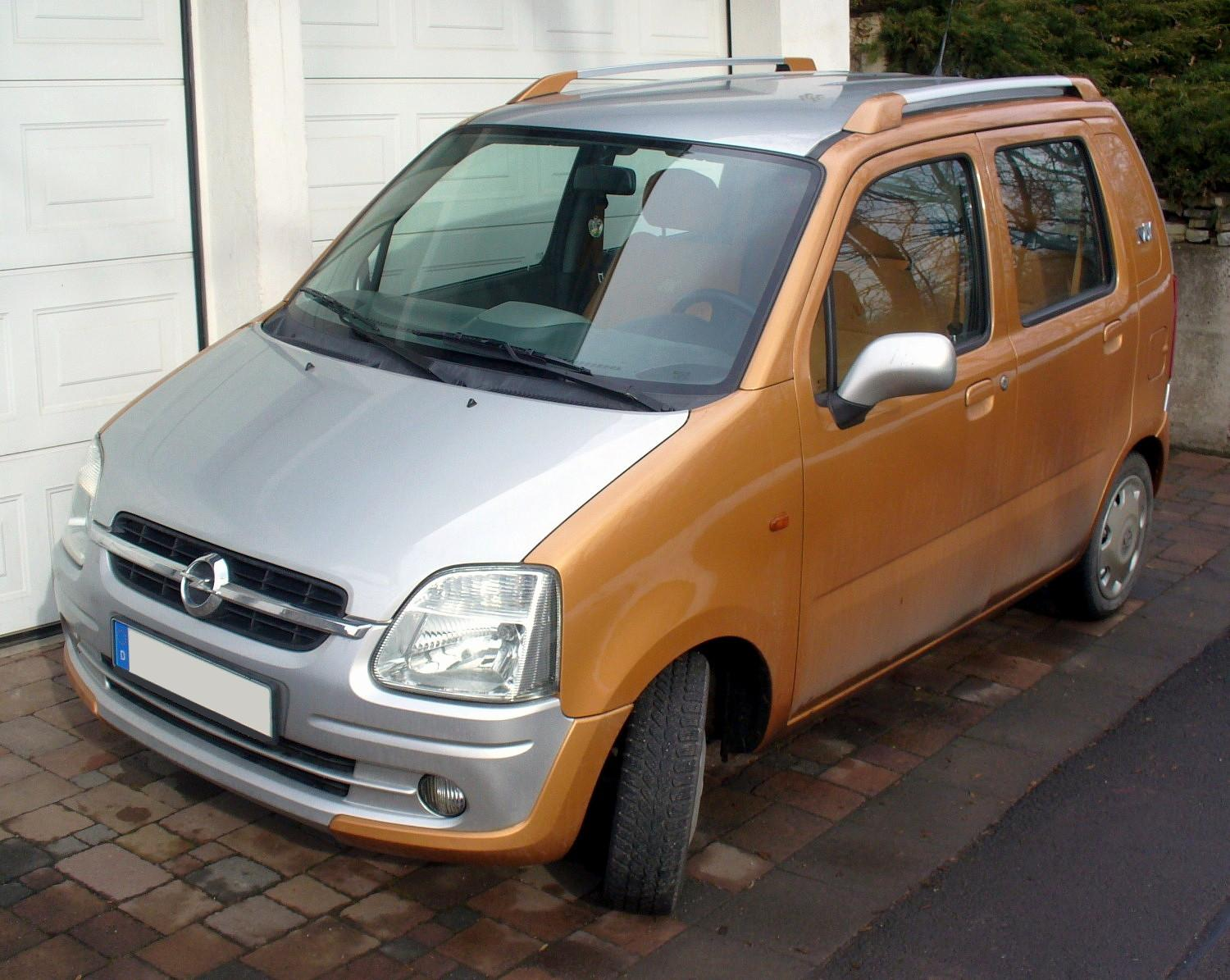
Opel Agila I phase 2 Njoy
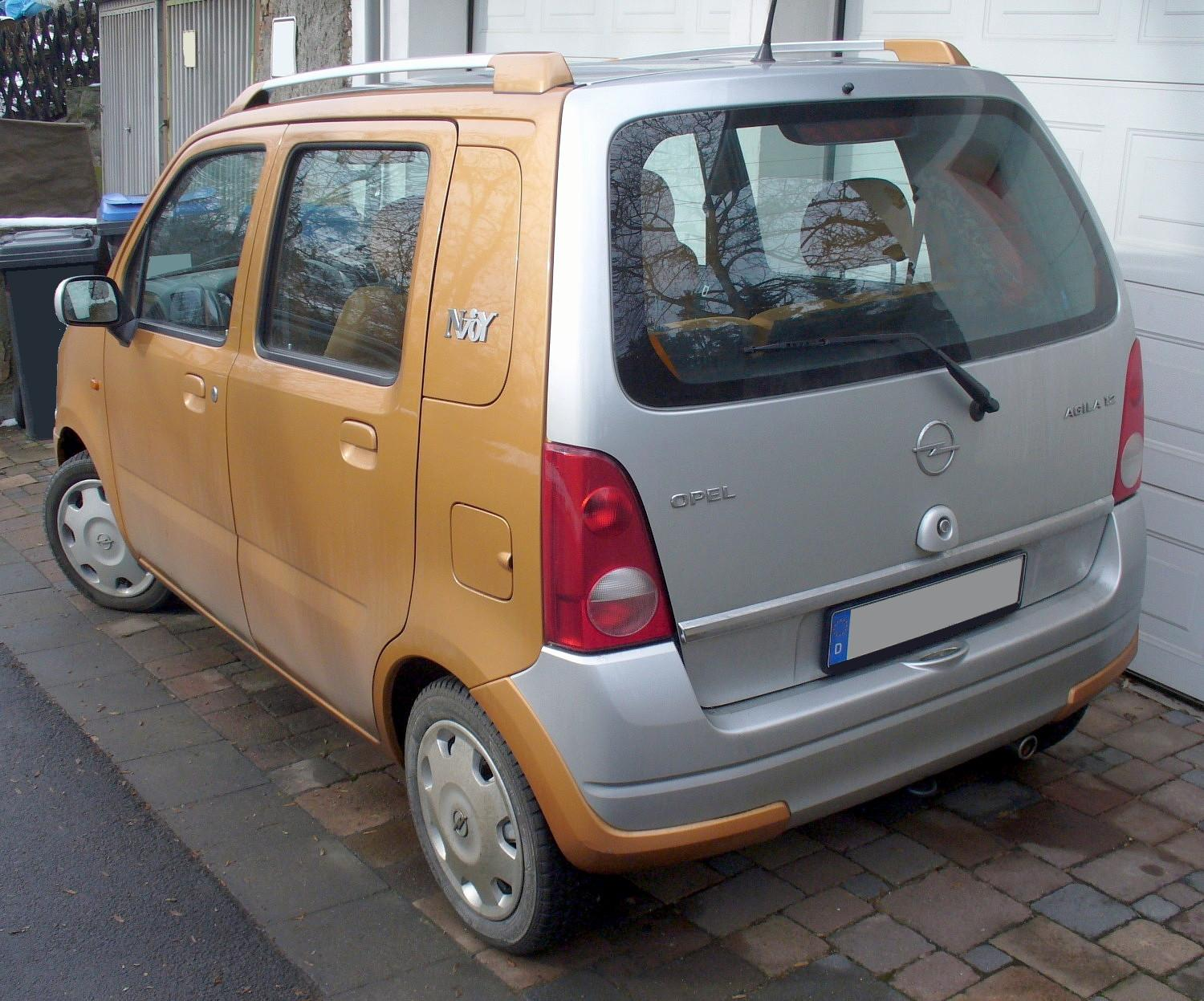
Opel Agila I phase 2 Njoy
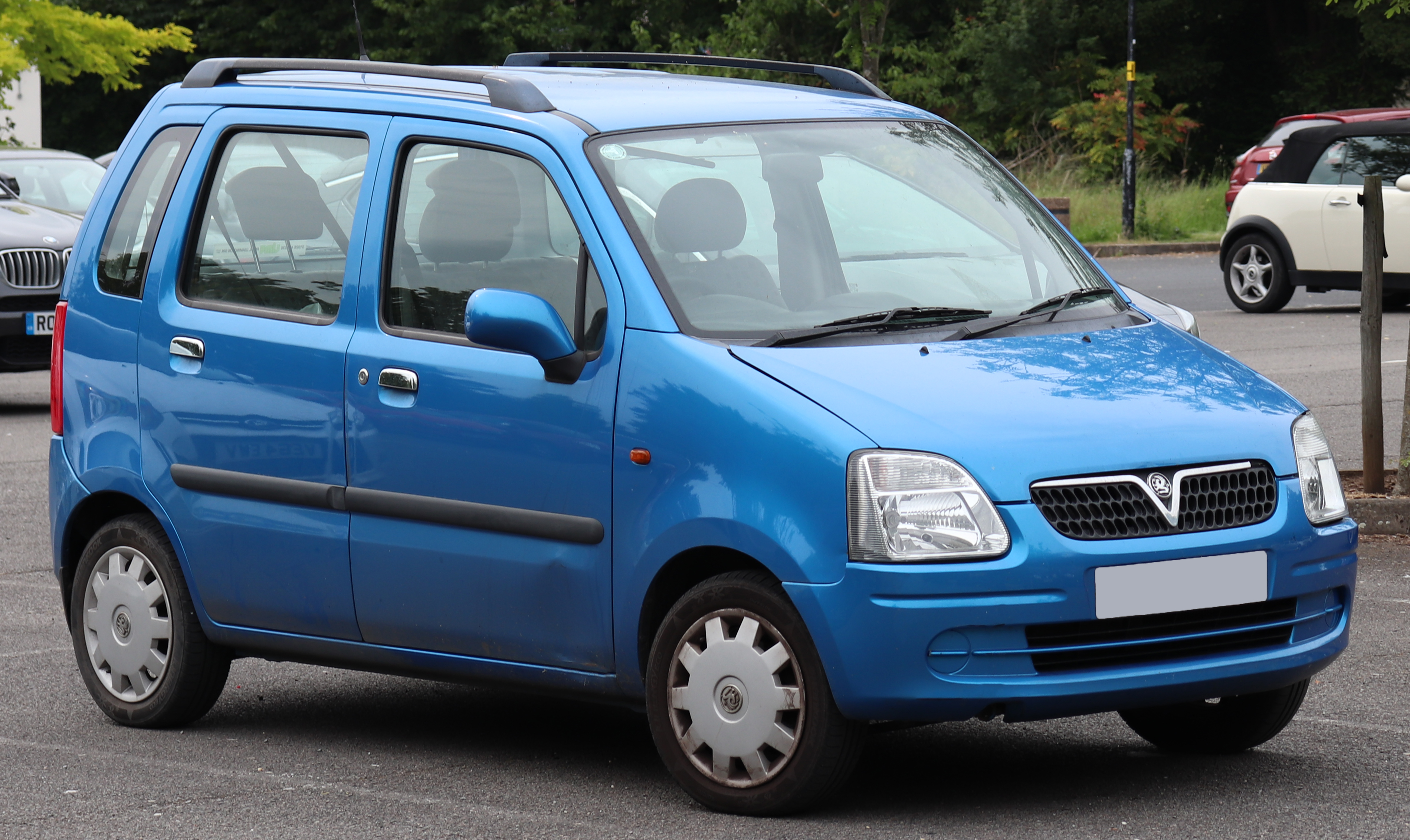
Vauxhall Agila I phase 1
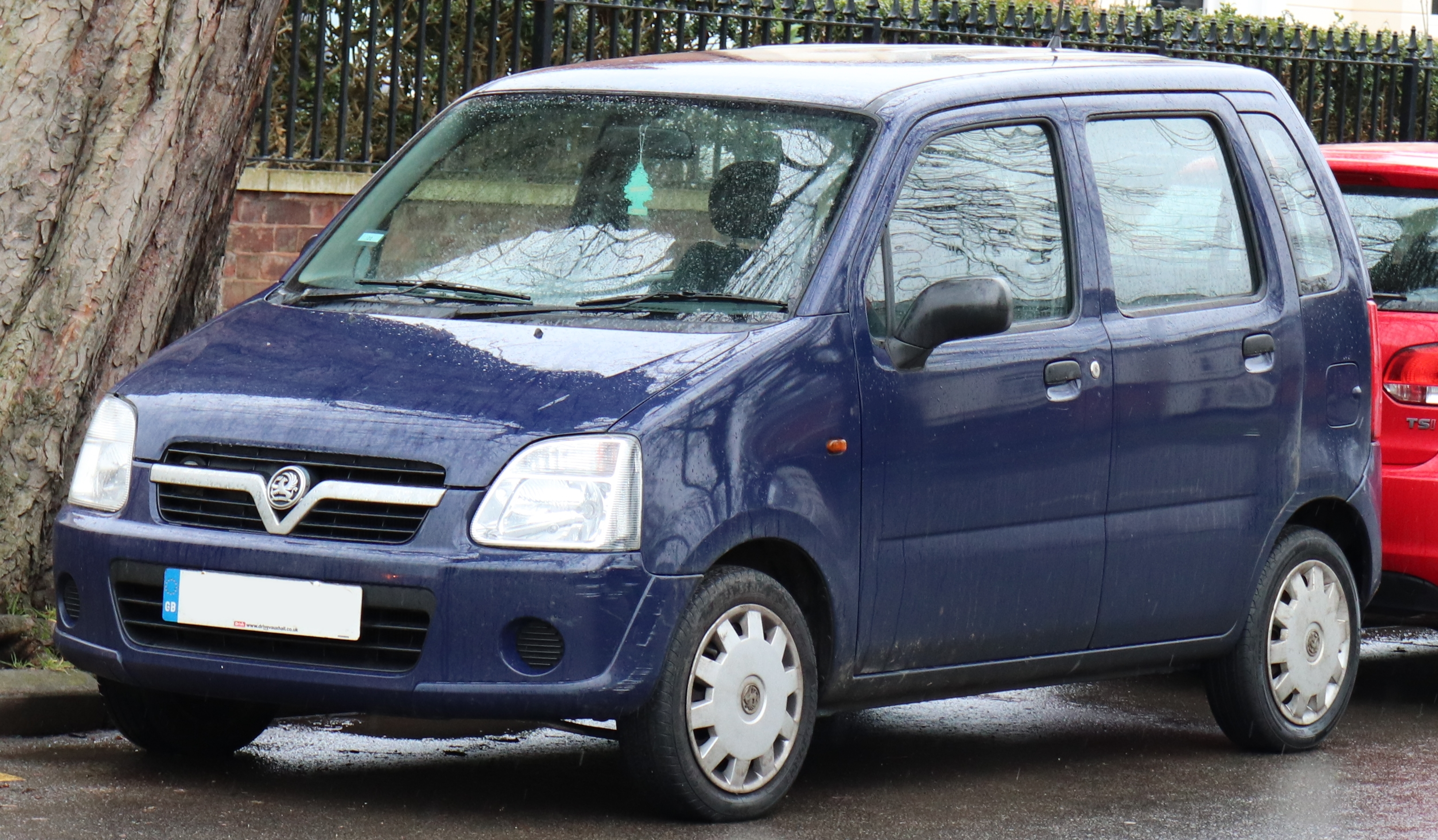
Vauxhall Agila I phase 2

## Seconde génération (2008-2014)
La seconde génération Agila, officiellement annoncée le 15 mai 2007, a été présentée à Francfort, en septembre 2007.
Elle dérive cette fois de la Suzuki Splash, remplaçante de la Suzuki Wagon R+ sur le marché européen.
Côté motorisations, elle dispose d'un diesel et de deux essence :
- 1.3 CDTI 75 ch (diesel)
- 1.0 12V Ecoflex 65 ch (Essence)
- 1.2 16V 86 ch (Essence)

L'Agila 2 est 200 mm plus longue que sa devancière.

### Galerie

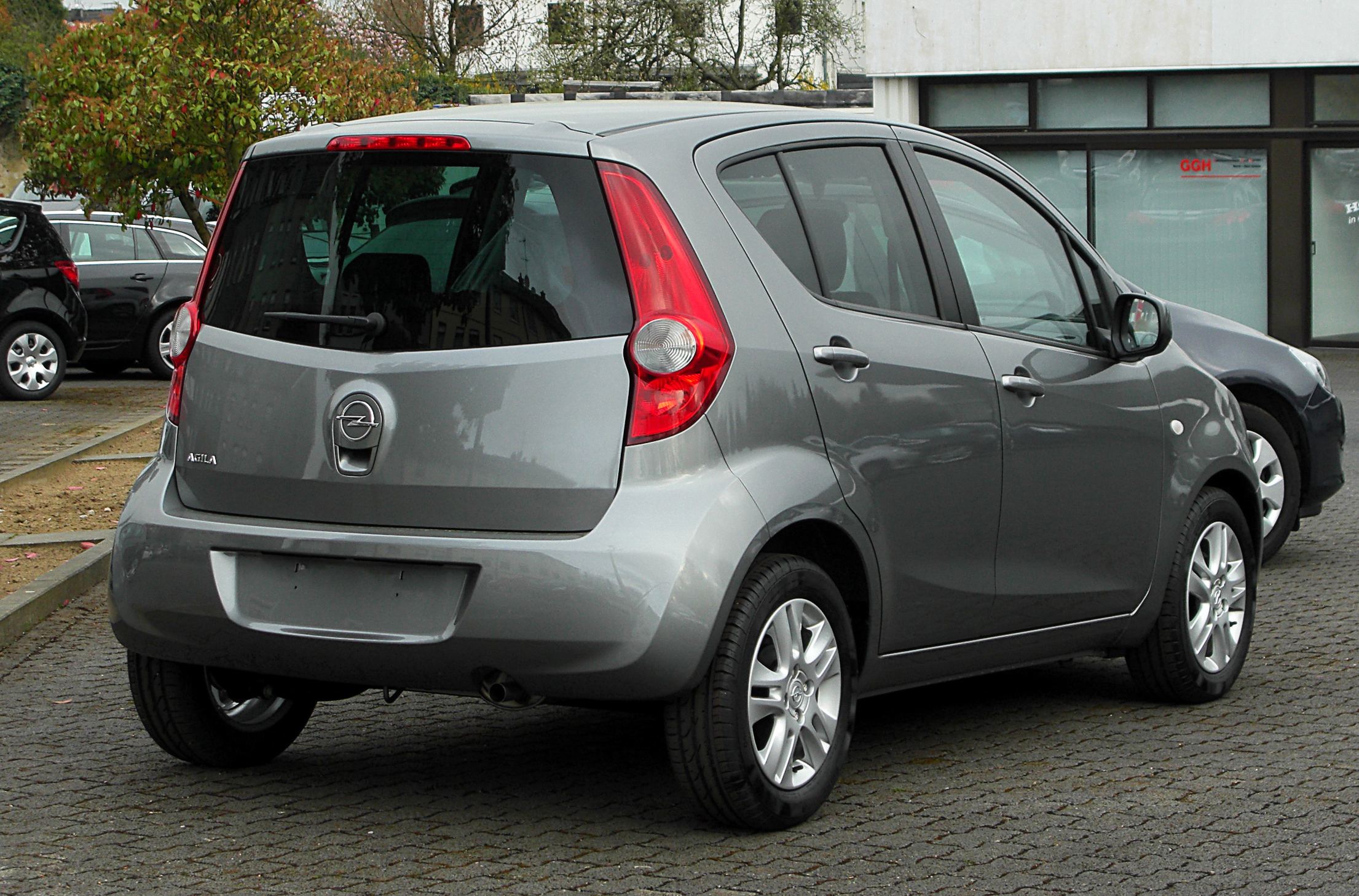
Opel Agila II
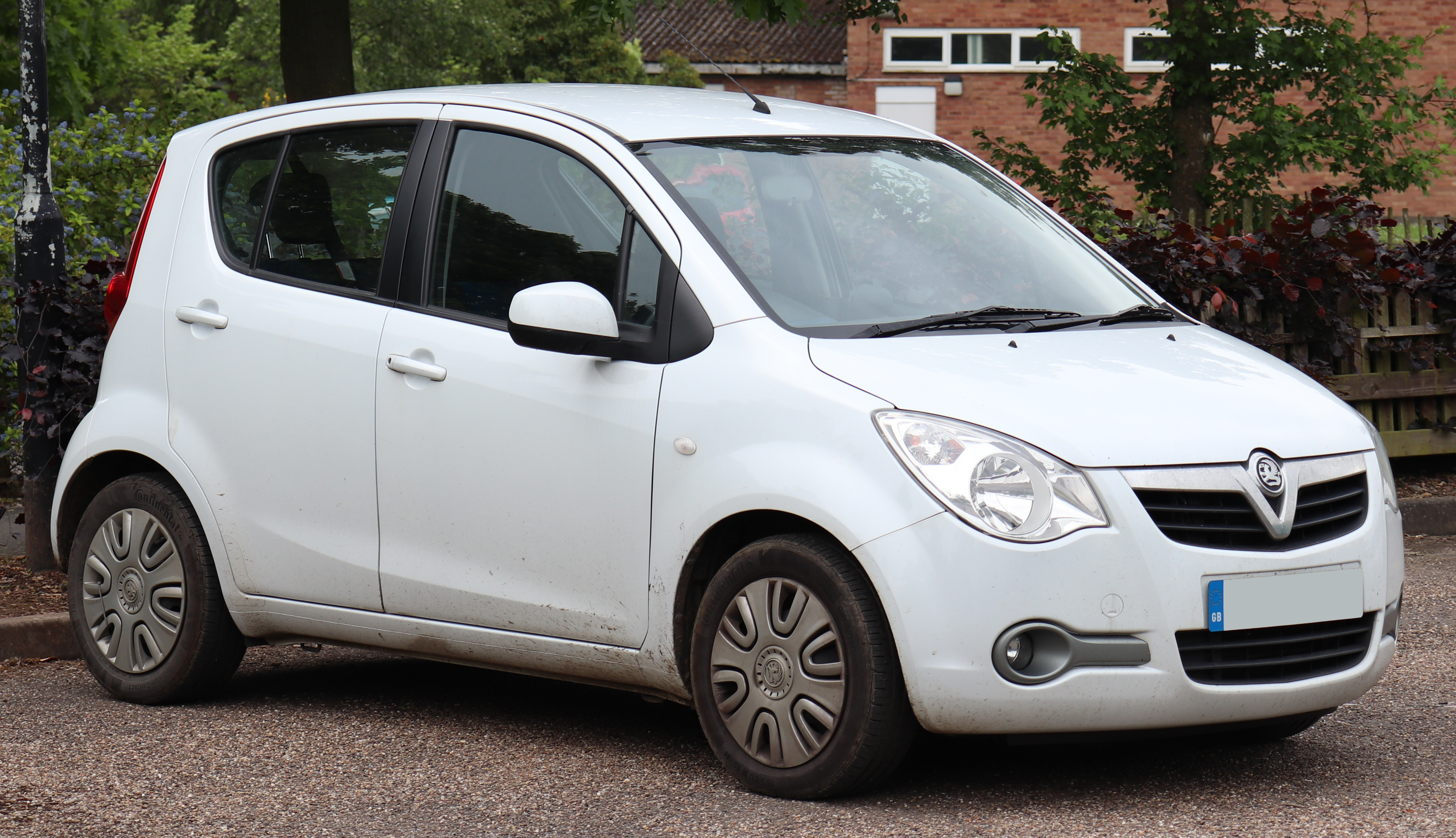
Vauxhall Agila II